# Foxhound américain
Pour les articles homonymes, voir Foxhound.
Le foxhound américain est une race de chien originaire des États-Unis. C'est un chien courant de grande taille, à poil court. Descendants de foxhounds anglais importés au XVIIe siècle, il est par la suite croisé avec des chiens courants français.

## Historique
Le foxhound américain est descendant des foxhounds anglais importés en Amérique en 1650. Ils sont par la suite croisés avec des chiens courants français offert par La Fayette à George Washington au XVIIIe siècle. Le foxhound américain a été utilisé contre les Amérindiens. C'est un chien de chasse dont la diffusion est récente et qui est assez peu utilisé en Europe.

## Standard
Le foxhound américain est un chien courant de grande taille. La queue est portée légèrement en brosse, légèrement recourbée au-dessus du dos. La tête est assez longue avec l'occiput légèrement bombé et un stop modéré. Les yeux, de couleur brune ou noisette, sont grands et bien espacés. Attachées légèrement bas, les oreilles assez larges ont l'extrémité arrondie. Repliées vers l'avant, elles doivent presque atteindre ou toucher le bout de la truffe. Elles peuvent être à peine relevées et retombent près de la tête, le bord antérieur légèrement recourbé vers l'intérieur, contre les joues. Le poil est serré et rude, de longueur moyenne pour lequel toutes les couleurs sont admises.

## Caractère
Le standard FCI ne comporte aucune description du tempérament du foxhound américain. C'est un chien très combatif à la chasse et doux en famille. C'est un chien déterminé et qui devient irritable par manque d'activité.

## Utilité

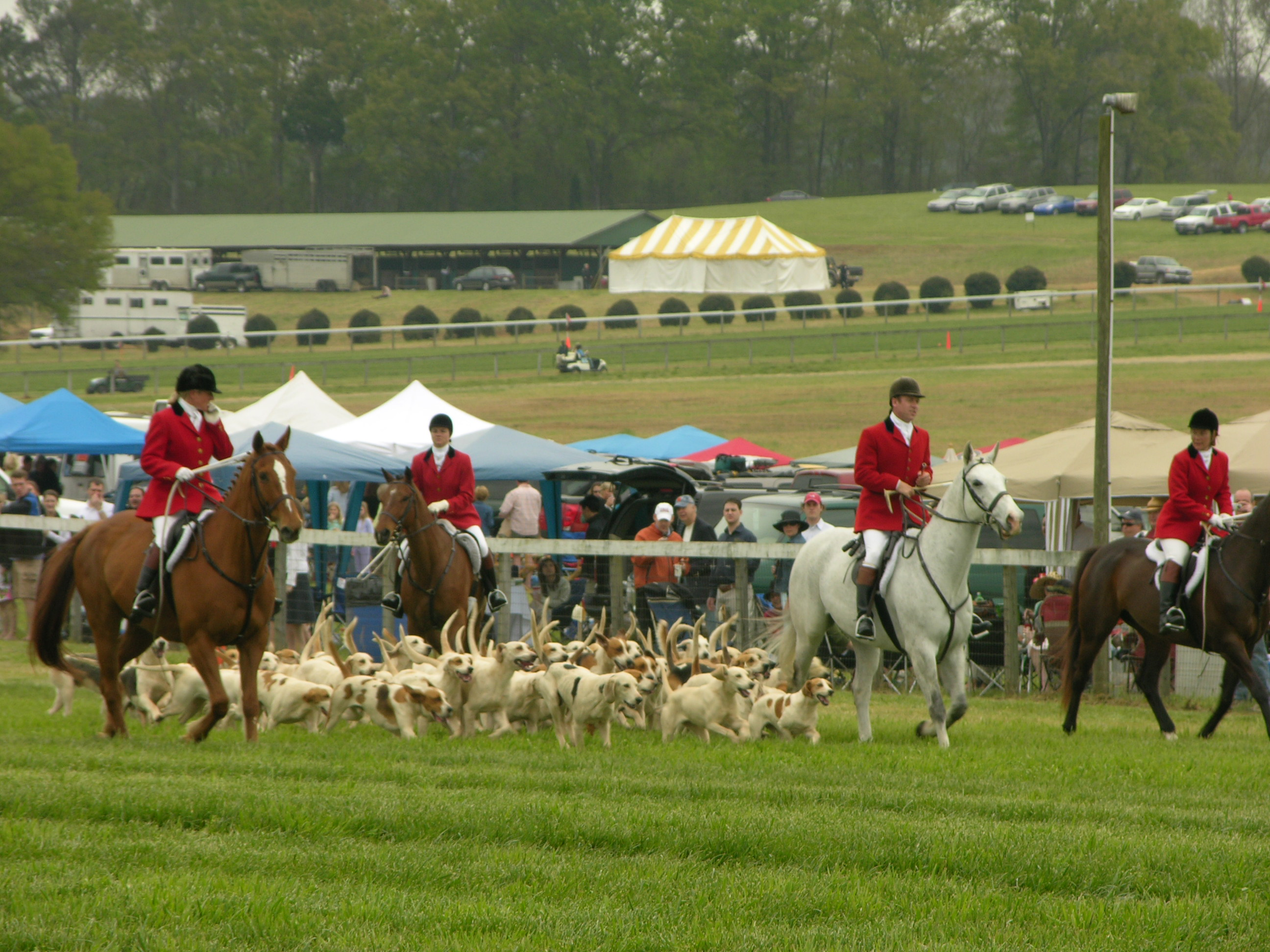
Meute de foxhounds américains à Atlanta.

Le foxhound américain est un chien courant. C'est un chien combattif au flair développé.